# Januarius Zick

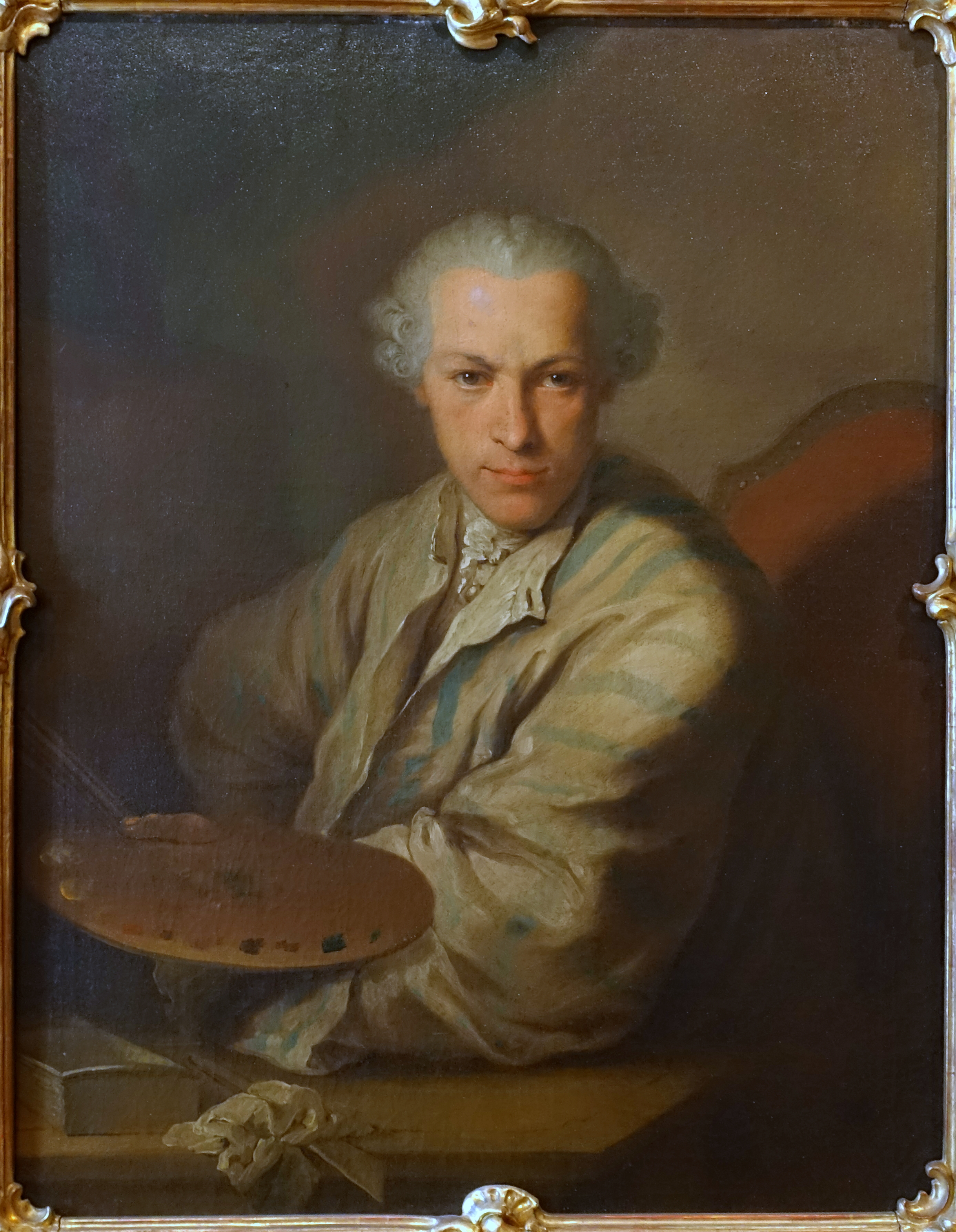
Januarius Zick, självporträtt, omkring 1755

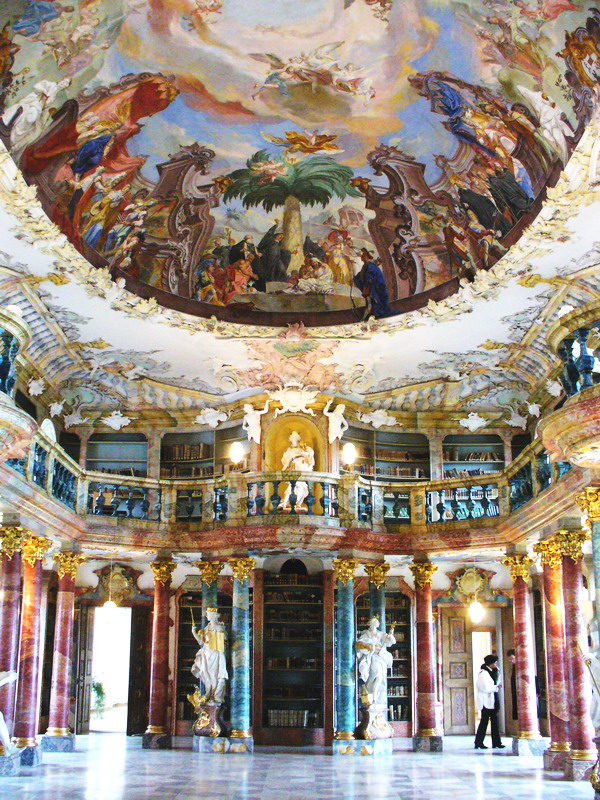
Bibliotekssalen i benedektinerklostret Wiblingen i Ulm

Johann Rasso Januarius Zick, född 6 februari 1730 i München, död 14 november 1797 i Ehrenbreitstein, var en tysk målare.
Januarius Zick  var lärjunge till sin far, Johann Zick, som utbildat sig i Venedig. Han umgicks i Rom med Rafael Mengs och tillägnade sig den eklekticism, som kännetecknade denne samtida italienare. Han blev hovmålare i Koblenz 1761 vid kurfurstliga trierska hovet, utförde historiemålningar och dekorativa väggmålningar i de schwabiska kyrkorna i St. Martinus och Maria (Biberach an der Riss), Wiblingen och Zwiefalten samt plafondmålningar i bland andra slotten i Koblenz och Bruchsal och i bibliotekssalen i benediktinerklostret i Wiblingen.

## Bildgalleri

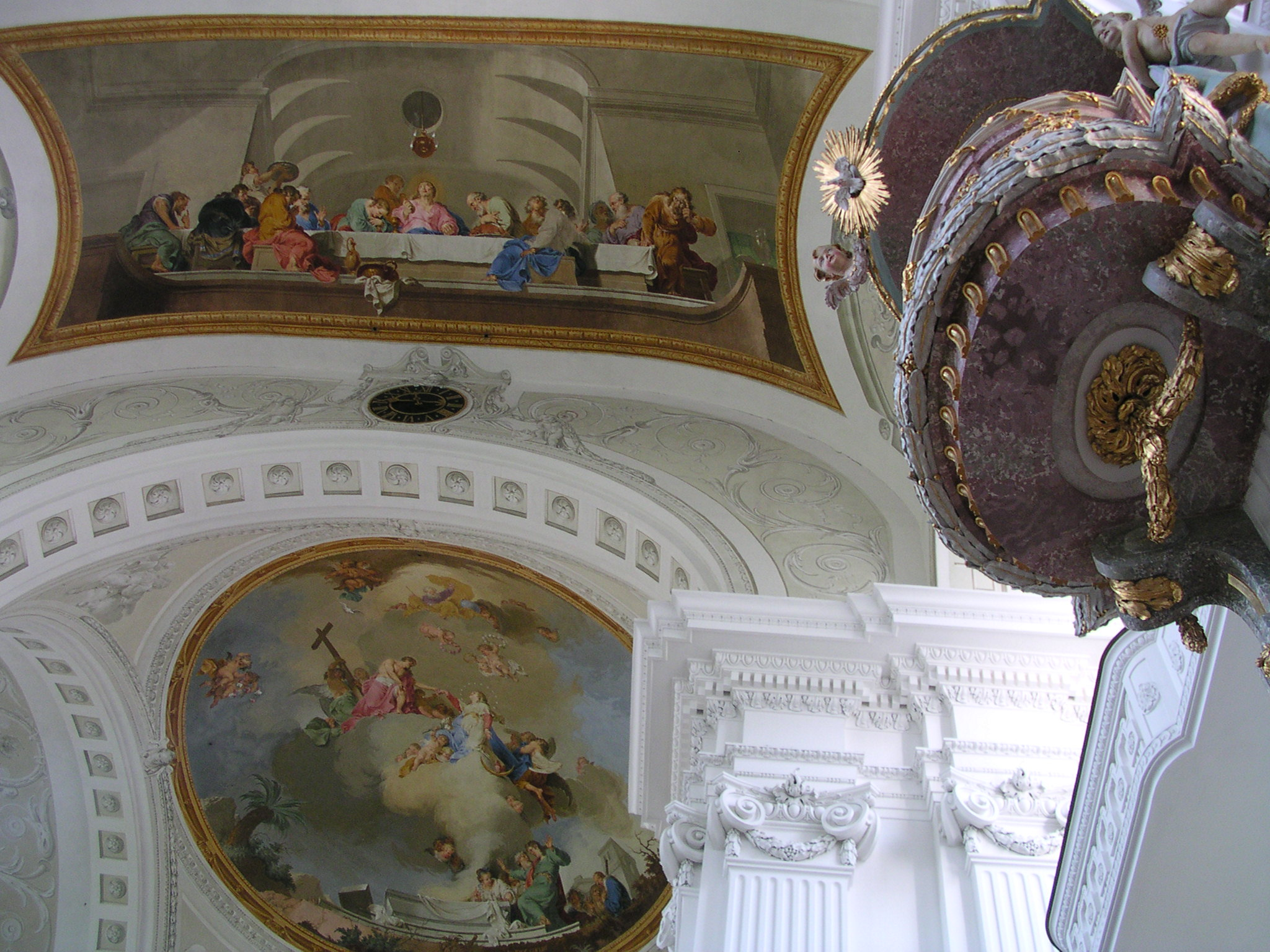
"Den sista måltiden" och "Maria himmelsfärd", 1784, klosterkyrkan St Verena, fresco
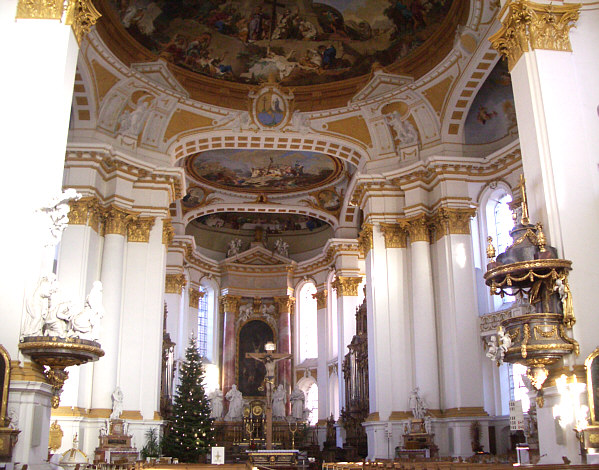
Klosterkyrkan i Wiblingen
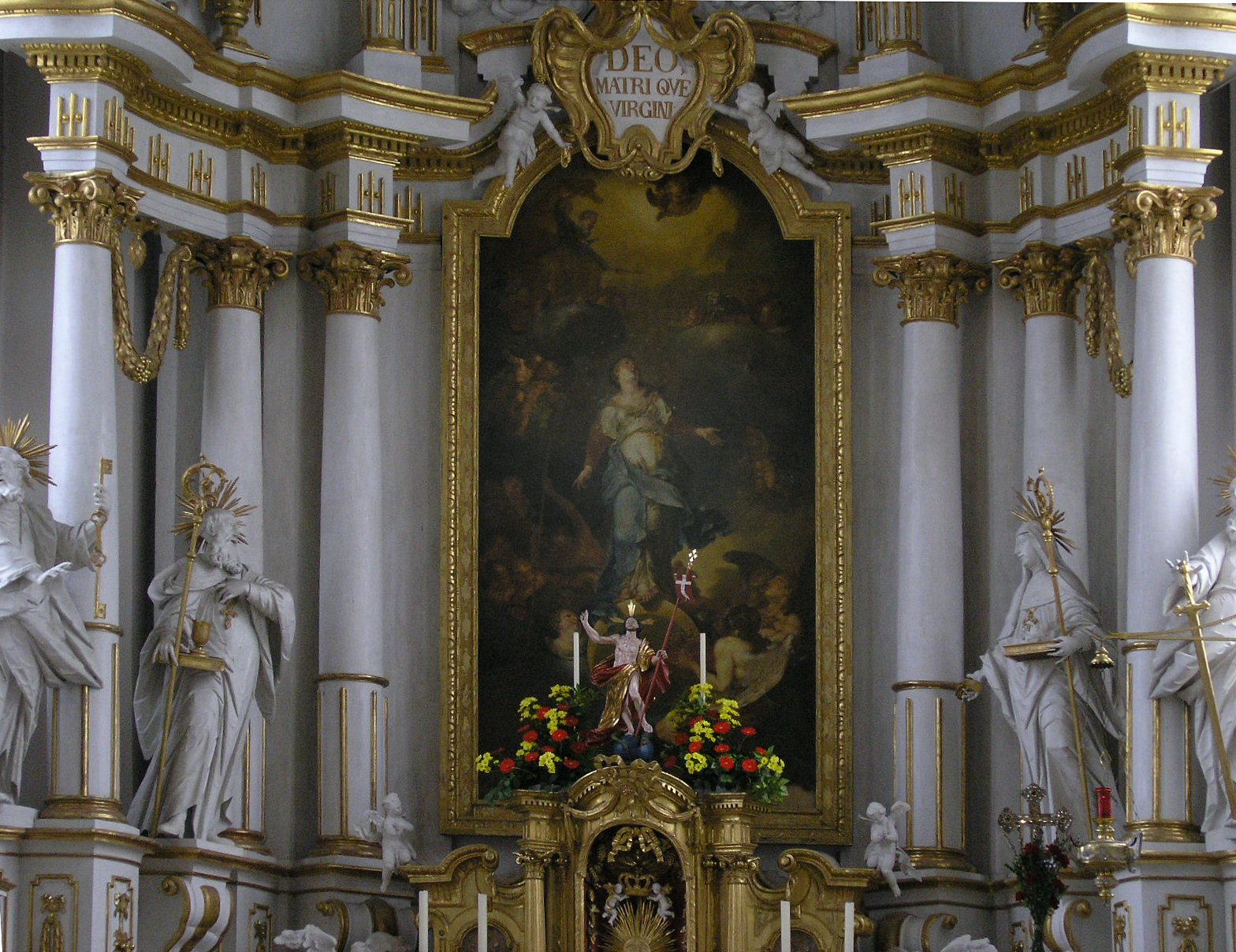
Högaltaret i klosterkyrkan i Elchingen
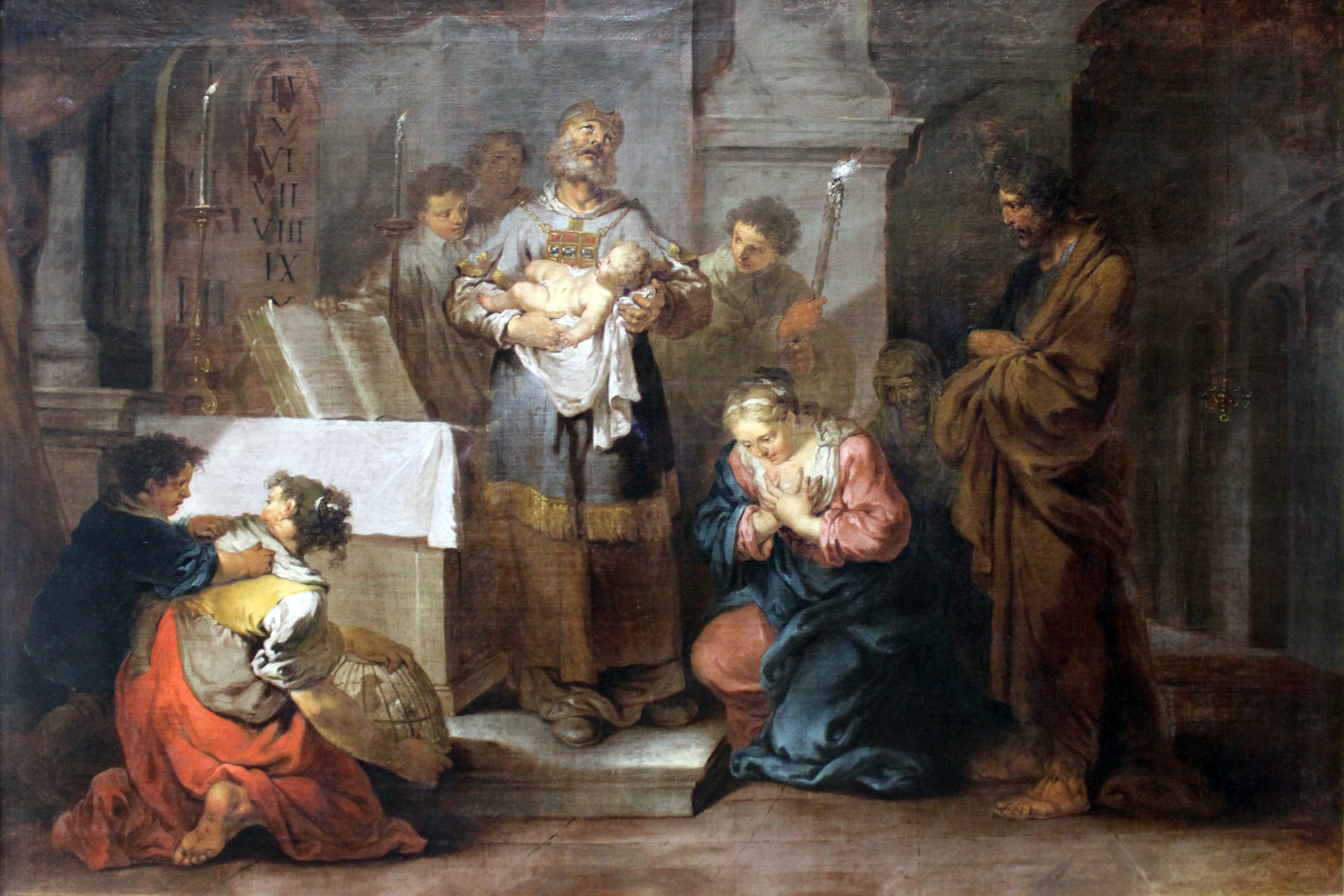
"Kristus i templet", 1765
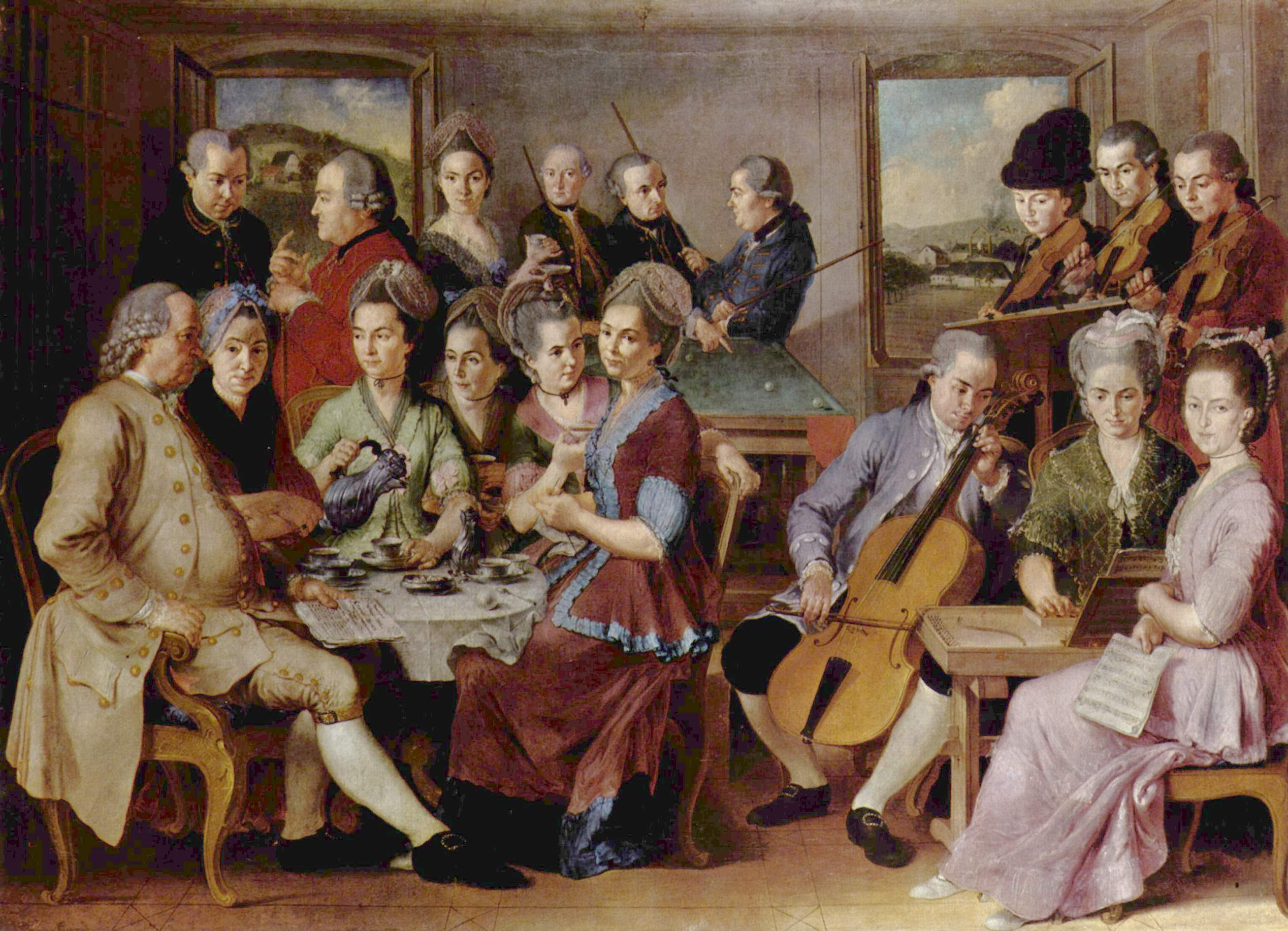
Familjen Remy, 1776
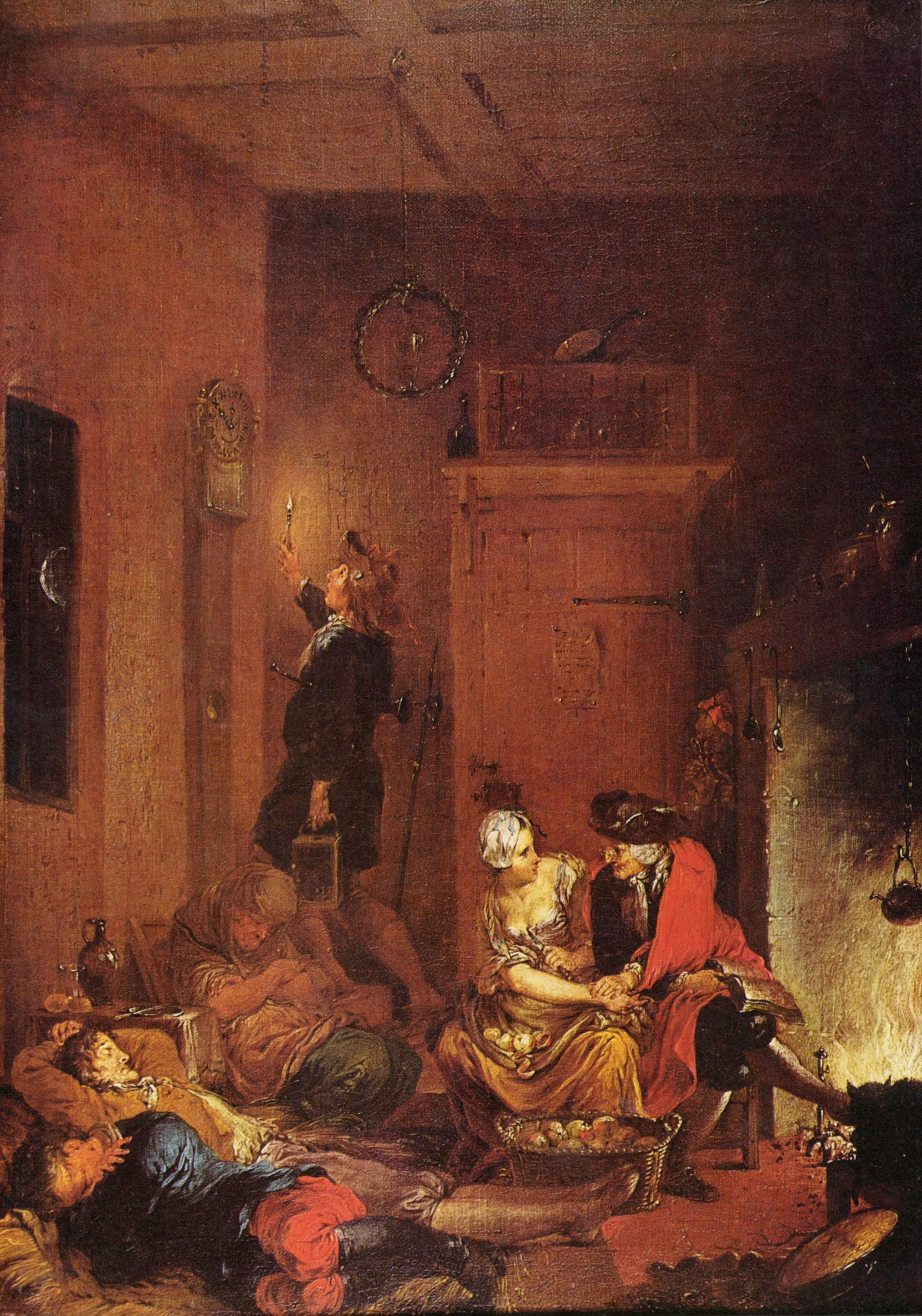
Nattscen, omkring 1760